# Danil Ilgisowitsch Achatow
Danil Ilgisowitsch Achatow (russisch Данил Ильгизович Ахатов; * 22. Dezember 2003 in Neftekamsk) ist ein russischer Fußballspieler.

## Karriere
Achatow begann seine Karriere beim FK Ufa. Im September 2021 debütierte er gegen den FK Sotschi für die Profis von Ufa in der Premjer-Liga. Bis zum Ende der Saison 2021/22 kam er zu zwei Einsätzen im Oberhaus, aus dem er mit dem Team zu Saisonende allerdings abstieg.